# القلعة الحصينة (رواية)
القلعة الحصينة، هي رواية عربية ذات استعارات سياسية في 713 صفحة، نشرت عام 2001، كاتبها رئيس العراق الأسبق صدام حسين، وهي ثاني رواياته. وقد كانت عملاً رمزياً آخر، إذ قصتها تتعلق بزفاف مؤجل لبطل عراقي قاتل في حرب القادسية الثانية إلى فتاة عراقية كردية.
تتضمن الرواية 3 شخصيات: صباح ومحمود أخوين من منطقة ريفية غرب نهر دجلة وهما من عائلة مزارعة، وامرأة شابة تدعى شاترين من السليمانية. وكان ثلاثتهم يدرسون في جامعة بغداد.
صباح كان بطل حرب من أيام القادسية الثانية (حرب الخليج الأولى)، حيث جرح في الحرب وأخذ أسيراً في إيران، ومن هناك تمكن من الهرب مع عدد قليل من الأصدقاء.
كانت شاترين تمثل الأكراد.
تكمن قوة القلعة الحصينة (التي تمثل العراق) في وحدتها؛ على الرغم من النداءات التي تنادي بتقسيم الممتلكات، لكن أم البطل ترفض. وتذكر أنه لا يمكن شراء القوة بالمال: «أصحاب الأرض الشرعيين هم أولئك الذين رووها بدمائهم»